# Valle de Valdelaguna
Valle de Valdelaguna község Spanyolországban, Burgos tartományban. Valle de Valdelaguna Barbadillo del Pez, Barbadillo de Herreros, Canales de la Sierra, Monterrubio de la Demanda, Huerta de Arriba, Neila, Quintanar de la Sierra, Castrillo de la Reina és Salas de los Infantes községekkel határos. Lakosainak száma 191 fő (2024).

## Népesség
A település népessége az utóbbi években az alábbiak szerint változott:
| Lakosok száma | 228  | 215  | 202  | 207  | 197  | 200  | 199  | 187  | 194  | 191  |
|               | 2001 | 2004 | 2006 | 2009 | 2011 | 2014 | 2016 | 2019 | 2021 | 2024 |